# Resolució 2331 del Consell de Seguretat de les Nacions Unides
La Resolució 2331 del Consell de Seguretat de les Nacions Unides fou adoptada per unanimitat el 20 de desembre de 2016. El Consell va condemnar el tràfic de persones, amb el qual les organitzacions terroristes guanyaven diners, enfortiren els seus rangs i adquirien esclaus sexuals i laborals. Estat Islàmic en particular ho utilitzava per destruir minories religioses i ètniques com els iazidis.

## Declaracions
Es va debatre tot el dia sobre el tema del tràfic de persones. El Regne Unit havia suggerit fer alguna cosa al respecte a nivell global; entre altres coses, recopilant proves dels delictes comesos per Estat Islàmic a Iraq. El secretari general Ban Ki-moon ho va denunciar com un problema global i va dir que les dones, els nens i els refugiats en zones de conflicte eren els més vulnerables. Es va referir a la banda terrorista nigeriana Boko Haram, que convertia dones i nenes en esclaves sexuals, i Estat Islàmic, que va vendre presoners iazidis en mercats d'esclaus a l'Iraq i Síria.
La Representant Especial de les Nacions Unides sobre la Violència Sexual en Conflicte, Zainab Bangura, va dir que alguns grups extremistes utilitzen la violència sexual com a tàctica per espantar la població. La seva oficina havia establert sis condicions per determinar-ho::
- És utilitzat sistemàticament per extremistes i grups terroristes;
- S'utilitza deliberadament per difondre el terror;
- Està finançant el terrorisme;
- Està dirigit contra grups polítics, ètnics o religiosos;
- És una estratègia per radicalitzar, reclutar, mantenir a bord o recompensar els combatents;
- Forma part d'una ideologia per controlar el cos de dones, la sexualitat i la procreació;

L'activista de drets de les dones iazidis, Ameena Saeed Hasan, va dir que Estat Islàmic havia segrestat i venut a més de 6000 dones i nens iazidis en mercats d'esclaus i que la virginitat de les noies s'havia convertit en la "porta del paradís" (per als combatents de l'ES). Es lamentava que els dirigents islàmics callessin i es preguntava per què no s'estava prenent cap acció militar contra ells. Segons l'ambaixadora de bona voluntat de la dignitat dels supervivents del tràfic Nadia Murad Basee Taha hi havia encara més de 3.000 iazidis presoners, i es va preguntar per què no s'havia dut a termecap investigació i perquè no hi va haver tribunal per jutjar els autors.

## Contingut
En 2000, els països de la Convenció de les Nacions Unides contra la Delinqüència Organitzada Transnacional van acordar definir per primera vegada "tràfic", i va ser un marc per tal de fer alguna cosa. Els pocs països que no havien accedit a aquest tractat havien de fer-ho i prendre mesures immediates contra el tràfic de persones.
Quan el tràfic d'éssers humans es feia en zones de conflicte, el conflicte podria arrossegar-se i empitjorar. Quan els grups terroristes com Estat Islàmic utilitzaven la violència sexual contra les minories religioses i ètniques, juntament amb el tràfic d'éssers humans, formava part de la tàctica, l'estratègia i la ideologia per aconseguir destruir els diners, el poder i els membres de les comunitats. Els grups Exèrcit de Resistència del Senyor, Boko Haram i Al-Xabab també van traficar amb éssers humans per esclavitud sexual i treball forçós.
Es va demanar als països que creessin coneixements tècnics per investigar el finançament del terrorisme a través del tràfic d'éssers humans i treballessin junts entre ells i amb el sector privat. També se'ls va animar a aprendre a tractar amb els mantenidors de la pau amb el tràfic d'éssers humans i la violència sexual abans d'impulsar les missions de l'ONU.
El Consell de Seguretat examinava la possibilitat d'introduir sancions específiques contra els implicats en la tracta i la violència sexual en zones de conflicte. Les seves víctimes serien considerades víctimes del terrorisme.